# Museo del Telégrafo
El Museo del Telégrafo, fue creado con el fin de mostrar la historia del primer medio de comunicación instantánea y evolución de las telecomunicaciones en México.
Se fundó el 22 de noviembre de 2006 y forma parte de una sección del lugar que ocupa el  Museo Nacional de Arte. El museo expone a lo largo de 150 años de historia la evolución de este medio de comunicación, desde que llegó a a México en 1849 hasta la última transmisión en 1992. Alberga una gran colección de algunos aparatos telegráficos de distintas épocas y reproducciones de telegramas importantes a lo largo de la historia de México junto con recursos didácticos que ayudan a su mejor entendimiento de su historia.

## Antecedentes
El edificio fue construido entre el año de 1904 y 1911 por el arquitecto italiano Silvio Contri para funcionar como sede de la Secretaría de Comunicaciones y Obras Públicas hasta el año de 1955, después de esta fecha en el inmueble permanecieron sólo las instalaciones de la Administración Central de Telégrafos junto con el Sindicato y fue que hasta que en 1973 las zonas desocupadas fueron utilizadas para albergar el  Archivo General de la Nación. Finalmente en 1981 el archivo se traslada al Palacio de Lecumberri y en el edificio se crea el  Museo Nacional de Arte (MUNAL) perteneciente Instituto Nacional de Bellas Artes.

## Ubicación
Se encuentra en la zona del Centro Histórico de la Ciudad de México en la calle de Tacuba no 8 en la Alcaldía Cuauhtémoc y la entrada se encuentra en la calle Xicoténcatl.